# Islamofobia
Islamofobia é uma forma de discriminação em relação aos muçulmanos ou ao Islamismo⁣, considerado também uma forma de racismo ou intolerância religiosa. Expresse através do medo, ódio ou intolerância, bem como de sentimentos de repugnância, satanização ou de repúdio para com os muçulmanos, suas práticas religiosas, ou contra o Islamismo⁣, em geral.
Este tipo de aversão tem crescido, sobretudo nos Estados Unidos, no Canadá, na Europa, Índia e em Israel. Devido à intensificação do populismo de direita e extrema-direita como reação à presença crescente de população muçulmana, revela-se a produção massiva de desinformação, notícias falsas (fake news), e discurso de ódio à comunidade muçulmana, no seu todo, o que também pode ser visto por alguns investigadores como um modo de extremismo e radicalização.
Por outro lado, a também radicalização de uma minoria muçulmana como canalização do medo às diferenças culturais e religiosas, ou como preservação identitária, encaminha-os ao fundamentalismo islâmico, com o enaltecimento de ações violentas e perpetração de atentados terroristas, inclusivamente em países árabes. É nestes que ocorrem maioritariamente estes ataques, que não sendo noticiados no “ocidente”, também não são apoiados pela maioria da população local em países muçulmanos, tal como sucede, por exemplo, com a Al-Qaeda, ou o Estado Islâmico do Iraque e do Levante (ISIS). Pelo contrário, os ataques realizados no “ocidente”, são amplamente noticiados e divulgados, enfatizando as suas características truculentas.
O termo “islamofobia” aparece pela primeira vez na França na década de 1910, escrito como “islamophobie”, por Alain Quellien, reaparecendo principalmente a partir da década de 1970, sempre delineado como um enraizado repúdio aos muçulmanos e ao islamismo. O termo “islamofobia” ganhou notoriedade num relatório de 1997 do Runnymede Trust, que chamou a atenção para esta forma de preconceito como um grave problema social.
Cabe destacar que a discriminação face à comunidade muçulmana, no seu conjunto, aumentou exponencialmente após os ataques de 11 de setembro de 2001, ocorridos nos Estados Unidos, apesar dos esforços da Organização das Nações Unidas para o reconhecimento formal da islamofobia, estabelecendo assim preconceitos, discriminações e ódios antimuçulmanos e anti-islâmicos, e colocando-os ao lado de outros fenómenos igualmente discriminatórios e excludentes, como o antissemitismo e o anticiganismo.

## Origem

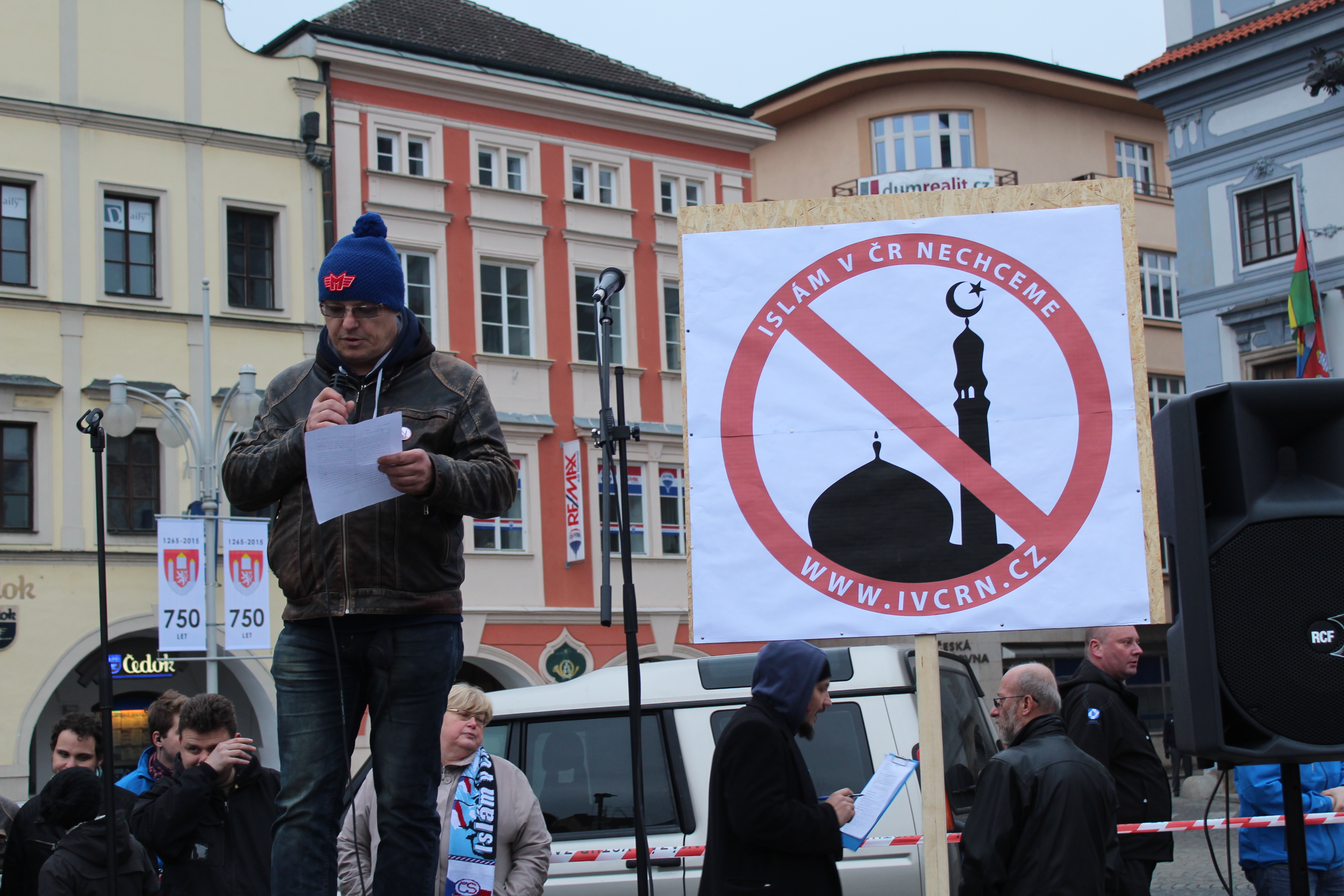
Manifestação na Tchéquia em 2015

A origem do termo islamofobia está situada em 1910 pelo autor francês Alain Quellien, doutor em direito, na sua obra “La politique musulmane dans l’Afrique occidentale française”, que indica: “Islamofobia — Sempre existiu, e ainda existe, um preconceito generalizado contra o Islão entre as pessoas da civilização ocidental e cristã. Para alguns, o muçulmano é o inimigo natural e irreconciliável do cristão e do europeu, o islamismo é a negação da civilização e a barbárie, a má-fé e a crueldade são tudo o que se pode esperar de melhor dos muçulmanos.”
Adicionalmente, a priori desta descrição já existiam atitudes extremamente negativas em relação ao Islã / Islão e os seus praticantes. Logo após o aparecimento do próprio Islã (português brasileiro) ou Islão (português europeu), particularmente por escritores do Médio Oriente, cujas instituições religiosas (por exemplo, cristãs) ou políticas (por exemplo, bizantinas) foram ameaçadas pela expansão da sociedade islâmica em toda a região.
Desta forma, existem historiadores que traçam as distorções estruturais do  Islã (português brasileiro) ou Islão (português europeu) representadas pela islamofobia moderna desde a Europa medieval. Eles apontam evidências de atitudes antimuçulmanas subjacentes tanto às Cruzadas da Idade Média, quando os governantes cristãos buscavam conquistar terras governadas por muçulmanos, quanto às campanhas militares cristãs na Península Ibérica (anteriormente denominada “Reconquista”, em si já um termo considerado tendencioso e simplificador), uma série de campanhas de estados cristãos que culminaram na captura da Península Ibérica no final do século XV.
Neste contexto são completamente esquecidas as contribuições da Era de Ouro Islâmica para a cultura ocidental entre os séculos VIII e XIII EC nos diversos campos do Conhecimento: ciência e matemática (por exemplo, Al-Khwarizmi e Al-Battani), astronomia (por exemplo, Al-Zarqali e Al-Farghani), medicina (por exemplo, Avicena e Al-Razi), filosofia (por exemplo, Averróis, Al-Farabi e Al-Ghazali). É igualmente de importância capital o facto dos textos da Grécia Antiga terem sido traduzidos e preservados por estudiosos árabes, não permitindo que se perdessem para sempre.
Muitos estudiosos acreditam que um catalisador chave para o desenvolvimento da islamofobia foram os estatutos de limpieza de sangre (do  castelhano: “pureza de sangue”) durante a Inquisição espanhola que discriminava qualquer pessoa com ascendência judaica ou muçulmana, independentemente de se terem convertido ao cristianismo. O Islã/Islão no seu início foi mais tolerante na Península Ibérica do que após a conquista por parte dos cristãos, que depois da retirada dos muçulmanos, empreendeu a islamofobia e o antissemitismo.
Finalmente, acredita-se que a expansão do Império Otomano na Europa (particularmente o cerco de Viena em 1683) tenha enraizado na consciência coletiva europeia a ansiedade relativamente ao poder das nações islâmicas.
O Islã (português brasileiro) ou Islão (português europeu), tal como outras grandes religiões, conheceu épocas em que inspirou nos seguidores ódio e violência: “Isto levanta a questão mais ampla da atitude das religiões relativamente à força e à violência e, mais especificamente, ao terrorismo. Os seguidores de muitas religiões, num momento ou noutro, invocaram a religião, na prática de assassinatos, tanto em pequena como em grande escala.”
Esta hostilidade sistemática contra o Islã (português brasileiro) ou Islão (português europeu) estará ancorada no pensamento ocidental de raiz cristã, inspirada pelo espírito das cruzadas, pela expansão colonial ou, atualmente, na imperativa “guerra ao terror”.
Existe uma longa história de estereótipos negativos do Islão na cultura europeia e americana que remonta às lutas medievais contra o Islão por parte dos clérigos cristãos, embora tenha se tornado um relato particularmente poderoso durante a era colonial, quando os administradores coloniais europeus e académicos orientalistas justificaram a conquista de terras asiáticas e africanas pela “missão civilizadora” que supunha.
O aumento da propaganda antimuçulmana nos Estados Unidos tem uma ligação profunda com grupos de direita e extrema-direita, bem financiados, que atacam o Islão regularmente. Um relatório recente da People for the American Way revelou o menu de táticas, frequentemente usado pelos extremistas antimuçulmanos: aproveitar a desinformação para argumentar que todos os muçulmanos são perigosos e que para proteger a liberdade é imperativo suprimir os seus direitos.

## Mídia/Media
Segundo a “Encyclopedia of Race and Ethnic Studies”, os meios de comunicação social têm sido criticados por perpetrarem islamofobia; a investigadora inglesa e professora da Universidade de Keele Elizabeth Poole cita um estudo de caso onde, ao analisar uma amostra de artigos na imprensa britânica de entre 1994 e 2004, conclui que os muçulmanos estavam sub-representados, e mostrados sob um foco negativo. Esses retratos, de acordo com Poole, incluem a imagem do Islamismo e os muçulmanos como uma ameaça à segurança do Ocidente e aos valores sociais desta parte do planeta. Benn e Jawad escreveram que a hostilidade contra o Islã/Islão e os muçulmanos estão “intimamente ligadas aos meios de comunicação social que retratam o Islã/Islão como bárbaro, irracional, primitivo e sexista.” Egorova e Tudor citam os pesquisadores europeus, em que sugere que expressões utilizadas nos meios de comunicação social como “terrorismo islâmico”, “bombas islâmicas” e “violento Islã/Islão” já resultaram numa perceção negativa do Islã/Islão.
A feminista alemã Alice Schwarzer comenta: “Os direitos humanos são universalmente válidos e indivisíveis, independentemente da cultura e da religião”. A propósito da situação das mulheres muçulmanas na Alemanha, queixa-se: “Qualquer denúncia de abuso é imediatamente rotulada de racismo”.
Em tempos de polarização entre os populistas de direita, por um lado, e os islamistas, por outro, a compreensão dos processos de definição de “fronteiras” é fundamental para o fortalecimento das forças democráticas que promovem a coesão social. A dinâmica das comunidades muçulmanas, a sua contribuição ativa para uma sociedade civil vital, e o acesso a diversos grupos devido ao seu posicionamento interseccional devem ser, por isso, capazes de mediar entre diferentes intervenientes, ultrapassando as “fronteiras” existentes ao longo de vários marcadores de identidade.
Diversas iniciativas vêm surgindo com base nas sessenta recomendações enumeradas no relatório do Runnymede Trust, que visa aumentar participação muçulmana nos meios de comunicação e na política. Logo após a liberação do relatório Runnymede, foi criado o Conselho Muçulmano da Grã-Bretanha para servir como uma organização guarda-chuva visando “representar os muçulmanos na esfera pública, o grupo de pressão (ou lobby) no governo e outras instituições.” O “Fórum Contra o Racismo e a Islamofobia” (FAIR), também foi criado, destinado a acompanhar a cobertura nos meios de comunicação e estabelecer um diálogo com organizações de comunicação social.

## Críticas ao conceito de islamofobia

### Juntos Contra o Novo Totalitarismo
Na sequência da polémica das caricaturas da Jyllands-Posten sobre Maomé, publicadas por este jornal dinamarquês em 2005, um grupo de 12 escritores, incluindo Salman Rushdie, assinou um manifesto intitulado “Juntos Contra o Novo Totalitarismo” no jornal satírico francês Charlie Hebdo, escrevendo: “recusamo-nos a renunciar ao nosso espírito crítico por medo de sermos acusados de “islamofobia”, um conceito que confunde a crítica ao Islão, como religião, e a estigmatização daqueles que nele acreditam.” 
O escritor Salman Rushdie em 2020 pediu publicamente à rede social Twitter (renomeada X) para “remover uma publicação com uma citação islamofóbica ao lado de uma foto sua” que afirma ter-lhe sido falsamente atribuída. Não é a primeira vez que esta alusão circula e durante anos foi atribuída a Rushdie por grupos anti-islâmicos e de extrema-direita. Já em 2015, o escritor agradecera a um internauta por encontrar a origem “desta citação falsa que as pessoas parecem não conseguir parar de citar para justificar a sua própria intolerância”.

### Piers Benn
Num artigo de 2007 no Novo Humanista, o filósofo Piers Benn escreveu:
“A psicologia social e a experiência quotidiana nos mostram o quão fácil é desumanizar um oponente e projetar nele todos os nossos piores medos e fantasias. Essa tendência primitiva aparece em todos os lados, seja na visão de mundo intratável e paranoica de Osama bin Laden, ou na suspeita de que todos os muçulmanos estão de alguma forma implicados nos ataques. É inaceitável que o ódio aos grupos externos — neste caso, os “infiéis” — que levou ao horror original se manifeste, por outro lado, no ódio aos muçulmanos. (…)
'Islamofobia' é uma palavra carregada negativamente. Poucas pessoas admitiriam ser islamofóbicas, assim como não admitiriam ser homofóbicas. (…)
É essencial distinguir a crítica ao islamismo tanto do medo do islamismo quanto do medo, ódio ou desprezo pelos muçulmanos. Mas com muita frequência, a crítica moral às práticas muçulmanas, ou o ceticismo sobre doutrinas, é descartada como islamofóbica. (…)
Qual seria uma resposta racional a isso? Há pelo menos duas estratégias. Uma, é negar qualquer conexão necessária entre a crítica ao islamismo, por um lado, e o medo do islamismo ou desprezo pelos muçulmanos, por outro. Outra, mais direta, seria perguntar diretamente se a islamofobia, entendida como medo do islamismo, é errada, afinal. (…)
O consenso contra a islamofobia — chame-o de 'islamofobia-fobia' — muitas vezes parece estranhamente despreocupado em se informar sobre a teologia muçulmana (ou mesmo cristã). (…)
No lugar da tolerância informada, temos um relativismo teológico indulgente e ignorante — chame-se 'correção religiosa' se quiser — disseminando a placitude de que todas as principais religiões do mundo são mais ou menos as mesmas, com os mesmos valores básicos. (…)
Mas a ideia de que todas as religiões são essencialmente as mesmas é rejeitada por cristãos de pensamento claro, muçulmanos (e outros) igualmente. Claro, muitas pessoas seculares olham para disputas teológicas internas com condescendência divertida. (…)
A verdadeira lição da tolerância é que as disputas devem ser resolvidas por diálogo racional em vez de abuso ou violência, e que devemos sempre aceitar que podemos ter muito a aprender com pessoas cujas crenças inicialmente parecem estranhas.”

### Kenan Malik
O escritor Kenan Malik, ressalta em 2024 que “alegações sobre “islamofobia” ou “antissemitismo” são frequentemente exercidas de maneiras projetadas especificamente para apagar a distinção entre crítica e intolerância, seja para suprimir a dissidência ou para promover o ódio. Essa confusão permite que alguns retratem a crítica ao islamismo ou a Israel como ilegítima porque é “islamofóbica” ou “antissemita”. Também permite que aqueles que promovem o ódio a muçulmanos ou judeus rejeitem a condenação desse ódio como decorrente de um desejo de evitar a censura ao islamismo ou a Israel.
É por essa razão que há muito tempo sou um crítico do conceito de “islamofobia”; não porque a intolerância ou a discriminação contra muçulmanos não existam, mas porque o termo confunde desaprovação de ideias e menosprezo por pessoas, dificultando desafiar o último. É, na minha opinião, mais útil enquadrar tal intolerância como “preconceito antimuçulmano” ou “intolerância”. A questão, porém, não é de formulação; o que importa é menos o termo empregado do que o significado que lhe é atribuído.”

### Jason Stanley
Para o filósofo Jason Stanley, entre as características do fascismo norte-americano estão a necessidade da desumanização de “segmentos da população, o “Outro”, como imigrantes latinos e muçulmanos, ajudando a justificar o tratamento destes grupos, e “criar um problema, como uma crise de imigração fictícia e unificar um grupo em torno do combate à invasão de estrangeiros”.

### Pascal Bruckner
De acordo com Pascal Bruckner, num artigo de opinião datado de 2011, o termo foi inventado pelos fundamentalistas iranianos, de modo análogo à “xenofobia” para declarar o islamismo inviolável, sem especificar deliberadamente se se refere a uma religião, a um sistema de crenças ou aos seus fiéis. Bruckner afirma que ninguém pode ser obrigado a gostar de “qualquer tipo de religião”, e que o termo ataca o secularismo e “quer silenciar todos os muçulmanos que questionam o Alcorão, que exigem igualdade dos sexos, que reivindicam o direito de renunciar à religião e que querem praticar a sua fé livremente e sem se submeter aos ditames dos barbudos e doutrinários.” E acrescenta que, “até prova em contrário, temos o direito, num regime democrático, de julgar as religiões como falsas e retrógradas e de não gostar delas”. Bruckner anota que também já tivemos motivo para recear, em outras épocas, o catolicismo.

### Sam Harris
O autor Sam Harris, embora denuncie o fanatismo, o racismo e os preconceitos contra muçulmanos ou árabes, rejeita o termo islamofobia e afirma que criticar essas crenças e práticas islâmicas que ele acredita representarem uma ameaça à sociedade civil, não é uma forma de fanatismo ou racismo.
“O seu objetivo é confundir qualquer crítica ao Islão (uma doutrina de crenças religiosas), com a intolerância contra os muçulmanos enquanto povo. Na verdade, equipara o próprio secularismo — o compromisso de manter a religião fora das nossas leis e políticas públicas — com o ódio. O termo está agora a ser amplamente utilizado nos principais meios de comunicação social e impossibilita falar honestamente sobre as consequências de ideias perigosas. (...) Já temos palavras como “racismo” e “xenofobia” para cobrir este problema. Inventar um novo termo como “islamofobia” não nos dá licença para dizer que existe uma nova forma de ódio no mundo.”
Para Sam Harris, ao contrário do antissemitismo, a islamofobia não é um tipo de racismo. “O Cristianismo e o Islão são religiões agressivamente missionárias” e apesar de ter escrito um livro contra o cristianismo, afirma não existir a palavra cristofobia.
Nota a este parágrafo: o termo cristofobia pode ser encontrado como definição alternativa a Anticristianismo.

### Michel Houellebecq
Michel Houellebecq, escritor francês, em 2002 chamou o Islã (português brasileiro) ou Islão (português europeu) de “a mais estúpida das religiões”. Foi  processado imediatamente, mas absolvido em nome da liberdade de expressão. Para isso contribuiu ter sido aceite o argumento de Houellebecq durante o processo de que, ao chamar o Islã (português brasileiro) ou Islão (português europeu) de estúpido, o autor estaria a opor-se a uma religião e não aos seus seguidores. Mais do que isso, o escritor ampliou a sua crítica às religiões monoteístas⁣, em geral: “Os textos monoteístas fundamentais não pregam nem a paz, nem o amor, nem a tolerância. Desde o início, eram textos de ódio”.
Numa entrevista de 2015 admite ter sido deliberadamente provocador e que “provavelmente” seria islamofóbico. Afirma que a quantidade de livros e capas de revistas que brincam com o medo do Islão “tornou-se efetivamente obsessivo” e que o seu livro “Submission” joga aqui um papel importante, mas não pedirá desculpas, porque “qualquer pessoa deve ter o direito de escrever um romance islamófobo, se assim o entender.”
No entanto, recalca, “é verdade que ler o Alcorão é bastante reconfortante, no entanto, objetivamente, há tão poucas hipóteses de os muçulmanos lerem o Corão como os cristãos lerem a Bíblia. Assim, o que conta realmente em ambos os casos é quem é o clero, ou o intermediário, ou o intérprete.”

### Clive Kessler
Clive Kessler, professor de sociologia da Universidade de Nova Gales do Sul, afirmou em 2015:
“Tanto os não muçulmanos como os muçulmanos são herdeiros, embora de forma diferente, de uma longa história de rivalidade histórica pela ascendência mundial entre civilizações que representam a segunda e a terceira variantes “sucessoras” da tradição de fé abraâmica em desenvolvimento do monoteísmo ético profético. Durante mil anos, estes dois rivais, estes dois quadros organizadores da ordem mundial, enfrentaram-se através do Mediterrâneo — e durante grande parte desse tempo o mundo do Islão foi o mais poderoso, de longo alcance e culturalmente realizado. (...) Uma amálgama profunda de medo, desconfiança, ansiedade e ressentimento nascido desta rivalidade é o nosso legado vivo desta história. (...) Esta história de rivalidade e antagonismo civilizacional, e do profundo medo e desconfiança assim gerados, entre o Islão e o Ocidente tem implicações profundas e de longo alcance, de ambos os lados. Se queremos todos avançar, não podemos simplesmente virar as costas a este antagonismo, rivalidade, medo e desconfiança historicamente formativos — de ambos os lados. Não se chegará a lado nenhum simplesmente negando-se e recusando-se a considerá-los. Ou antecipando e excluindo qualquer possibilidade da sua séria consideração através do recurso protetor ao ‘slogan’ “Islamofobia!”.